# Mouvement démocratique pour le renouveau algérien
Le Mouvement démocratique pour le Renouveau algérien (MDRA) est un parti politique crée le 18 octobre 1967 par Krim Belkacem  en exil à Paris, accusé d'avoir organisé au mois d'avril 1967 un attentat contre Boumédiène, il est condamné à mort par contumace.
En 1989, le parti a été restructuré par Slimane Amirat, un collaborateur de Krim Belkacem. Parti à majorité kabyle, il avait peu de partisans. Aux élections législatives de 1991, il gagna 0.2% des votes .